# Válvula de la vena cava inferior
La válvula de la vena cava inferior o válvula de Eustaquio, es una válvula venosa que se encuentra situada  en la desembocadura de la vena cava inferior en la aurícula derecha del corazón durante el período embrionario.

## Función
La válvula de Eustaquio tiene una función prenatal que consiste en derivar la corriente sanguínea que llega a la aurícula derecha hacia el foramen oval por donde la sangre pasa a la aurícula izquierda. Después del parto el foramen oval se cierra y la válvula de Eustaquio se atrofia hasta que desaparece y se convierte en el Espolón de Eustaquio.